# Walfischbucht
Die Walfischbucht, auch afrikaans Walvisbaai, teilweise auch Walvisbay geschrieben, ist eine Meeresbucht am Atlantik an der zentralen Küste Namibias. An ihrem Südostende befindet sich die historisch ebenso bezeichnete Hafenstadt Walvis Bay, deren Stadtviertel Langstrand mit seinen nördlichsten Ausläufern die Bucht im Nordosten abschließt. Im Süden und Südwesten bildet die Halbinsel Pelican Point die natürliche Grenze der Bucht.

## Geschichte
Zwischen 1482 und 1489 erforschte der portugiesische Seefahrer Diogo Cão die Westküste Afrikas und segelte auch in die Walfischbucht. Wegen der reichen Wal- und Fischvorkommen fand die Bucht seit dem frühen 18. Jahrhundert bei europäischen und nordamerikanischen Fischern Interesse und wurde 1795 durch die Besatzung des britischen Kriegsschiffs Star annektiert.

## Ökologie

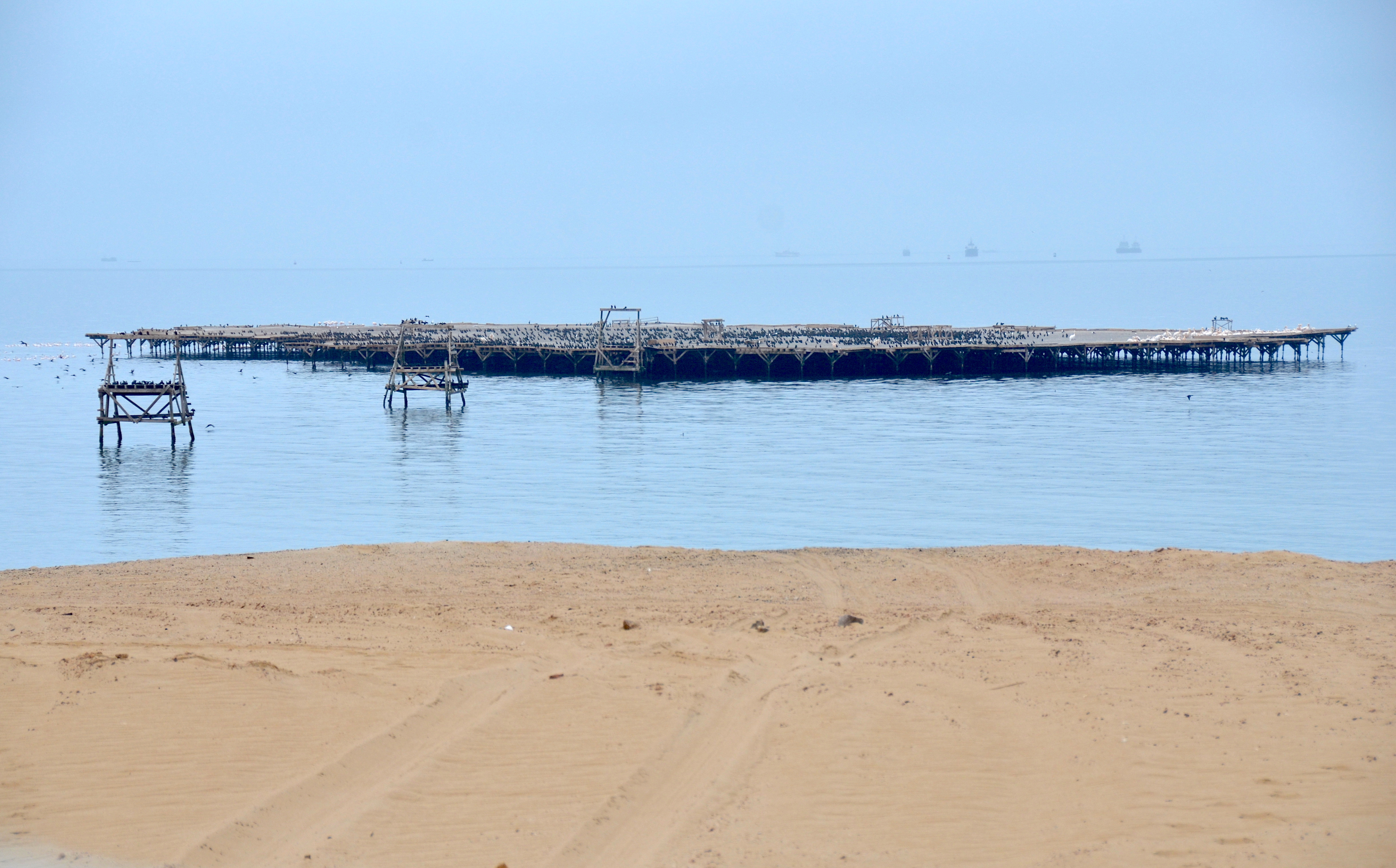
Bird Island

Die Bucht ist für ihren Artenreichtum bekannt, darunter zigtausende Südafrikanische Seebären, Delfine und Mondfische sowie Meeresschildkröten und Wale. Sie wird touristisch sowie durch den Hafen Walvis Bay genutzt und umschließt die Walvis-Bay-Lagune, ein international bedeutendes Ramsar-Gebiet. Zudem befinden sich am Südrand Salzgärten, bei denen der Kuiseb in die Bucht – zuletzt 2011 – fließt. Im Südosten befindet sich die künstliche Bird Island, die zur Guanogewinnung angelegt wurde.